# Nicholas Metropolis
Nicholas Constantine Metropolis (in greco Νικόλαος Κωνσταντίνος Μητρόπουλος?; Chicago, 11 giugno 1915 – Los Alamos, 17 ottobre 1999) è stato un fisico statunitense.

## Biografia
Nato da famiglia greca crebbe a Chicago e presso la Università di Chicago ottenne il diploma nel 1936 e il dottorato in fisica sperimentale nel 1941
Da Chicago, dove collaborava con Enrico Fermi ed Edward Teller sul Chicago Pile-1, fu poi reclutato da Robert Oppenheimer nell'aprile del 1943 per il Los Alamos National Laboratory e divenne una delle menti più originali del progetto Manhattan.
Dopo la seconda guerra mondiale tornò a Chicago come assistente professore. In seguito, nel 1948, fu capo della "Theoretical Division" (T-Division) che al Los Alamos National Laboratory creò il computer MANIAC I nel 1952 e, cinque anni più tardi, MANIAC II.
Metropolis ritornò all'Università di Chicago nell'anno 1957 come professore di fisica, fondò e fu capo dell'istituto per la ricerca sui computer, ma ritornò a Los Alamos nel 1965.
Il suo nome è legato ai contributi sul metodo Monte Carlo e nel campo delle equazioni integro-differenziali.
Il codice che divenne famoso come metodo Monte Carlo ebbe origine da una sintesi di principi che Metropolis derivò da applicazioni più generali in collaborazione con Stanisław Ulam nel 1949.
Un team guidato da Metropolis, di cui faceva parte anche Anthony L. Turkevich di Chicago,  nel 1948 condusse il primo calcolo col metodo Monte Carlo tramite il computer ENIAC (il primo computer digitale, costruito nell'Università della Pennsylvania).
Metropolis attribuì il germe del suo metodo statistico a Enrico Fermi, che aveva usato queste idee quindici anni prima senza pubblicare nulla a proposito.
L'algoritmo di Metropolis fu da lui descritto per la prima volta nel 1953, insieme a A. Rosenbluth, M. Rosenbluth, A. Teller ed E. Teller. e poi citato nella rivista ‘Computing in Science and Engineering’ come uno dei dieci algoritmi più influenti nello sviluppo della scienza e dell'ingegneria del ventesimo secolo.
Lo scienziato amava creare nomi originali per le scoperte. Per esempio, quando Emilio Segrè gli chiese di suggerirgli i nomi di due nuovi elementi egli propose "technetium" (dal greco 'technetos' che significa artificiale) per l'elemento 43 e "astatine" (dal greco 'astatos' che significa instabile) per l'elemento 85, che sono i nomi attualmente usati in inglese rispettivamente per il tecnezio e l'astato.
Nick Metropolis ha avuto anche una parte cinematografica in Mariti e mogli, un film diretto da Woody Allen del 1992, nel quale interpretava la figura di uno scienziato in televisione.